# Rhipsalis sulcata
Rhipsalis sulcata är en kaktusväxtart som beskrevs av Frédéric Albert Constantin Weber. Rhipsalis sulcata ingår i släktet Rhipsalis och familjen kaktusväxter. Inga underarter finns listade i Catalogue of Life.